# Flaviana Matata
Flaviana Matata (née le 9 juin 1988) est une top model tanzanienne.

## Enfance et éducation
Matata naît et grandit à Shinyanga, en Tanzanie. Sa mère meurt en 1996 dans le naufrage du MV Bukoba et elle est élevée par son père. Elle étudie à l'école secondaire Kowak Girls Mission puis obtient un diplôme en électrotechnique à l'Arusha Technical College avant de participer à Miss Univers Tanzanie.

## Carrière
En 2007, Matata remporte la première édition de Miss Univers Tanzanie.
Elle représente ensuite son pays à Miss Univers 2007, et arrive en sixième position, après le défilé en robe de soirée. Elle est la première participante tanzanienne de Miss Univers, et la première participante à concourir avec le crâne rasé.
Russell Simmons aide Matata à obtenir des entretiens avec des agences de modèles aux États-Unis. Elle signe ensuite un contrat avec l'agence NEXT. Elle travaille avec The Lions NY, Next Europe, Wilhelmina Models US et Boss Models South Africa. Elle vit à New York. 
Elle défile pour des marques comme Mustafa Hassanali, Vivienne Westwood, Tory Burch, Suno, Macy et Louise Gray, Tommy Hilfiger, Jason Wu, Rachel Roy, Charlotte Ronson, Charlotte Ronson, Holly Fulton, Sally LaPointe, Alice Ritter, Todd Lynn et Alexander McQueen.
En 2011, elle lance la fondation Flaviana Matata, qui œuvre pour l'éducation et le développement des filles en Tanzanie. Elle y finance une quinzaine d'orphelinats locaux,.
Elle lance également sa ligne de vernis à ongles, Lavy, en 2016.

## Vie privée
En 2015, elle épouse l'Américain Doe Massawe.

## Récompenses et nominations
| Année | Evénement                        | Récompense                 | Nomination    | Résultat |
| ----- | -------------------------------- | -------------------------- | ------------- | -------- |
| 2011  | Arise Fashion Magazine Awards    | Modèle de l'année          | Elle-même     | Lauréat  |
| 2012  | Nigeria Next Super Model Awards  | Modèle féminine de l'année | Elle-même     | Lauréat  |
| 2012  | Africa Diaspora Awards           | Visage de l'Afrique        | Elle-même     | Lauréat  |
| 2013  | Swahili Fashion Week Awards      | Philanthrope de l'année    | Elle-même     | Lauréat  |
| 2016  | Clouds Fm Malkia Wa Nguvu Awards | Arts et culture            | Lavy Products | Lauréat  |

Flaviana Matata fait partie des sept modèles au revenu le plus élevé d'Afrique d'après le classement Forbes Africa 2013. En 2017, elle fait partie de la liste des 100 femmes les plus influentes d'Afrique de okay.com.
Elle fait partie de la liste des 10 plus grandes modèles noires d'Essence Magazine.